# Hot Issue
A Hot Issue a dél-koreai Big Bang együttes második középlemeze, melyet 2007. november 22-én jelentett meg a YG Entertainment.
A lemez vezető slágere a Madzsimak insza (마지막 인사, Végső búcsú) – G-Dragon szerzeménye – számos toplistát vezetett, köztük a Juke-On listáját, melynek első helyét nyolc hétig foglalta el. A dal elnyerte a Cyworld „A hónap dala”-díját is.
A lemezből Dél-Koreában több mint 100 000 darab fogyott.

## Számlista
1. Hot Issue (Intro) ft. CL
2. Fool (바보, Pabo)
3. But I Love You (G-Dragon szóló)
4. I Don't Understand
5. Crazy Dog
6. Last Farewell (마지막 인사 Madzsimak insza)